# 宛平湖

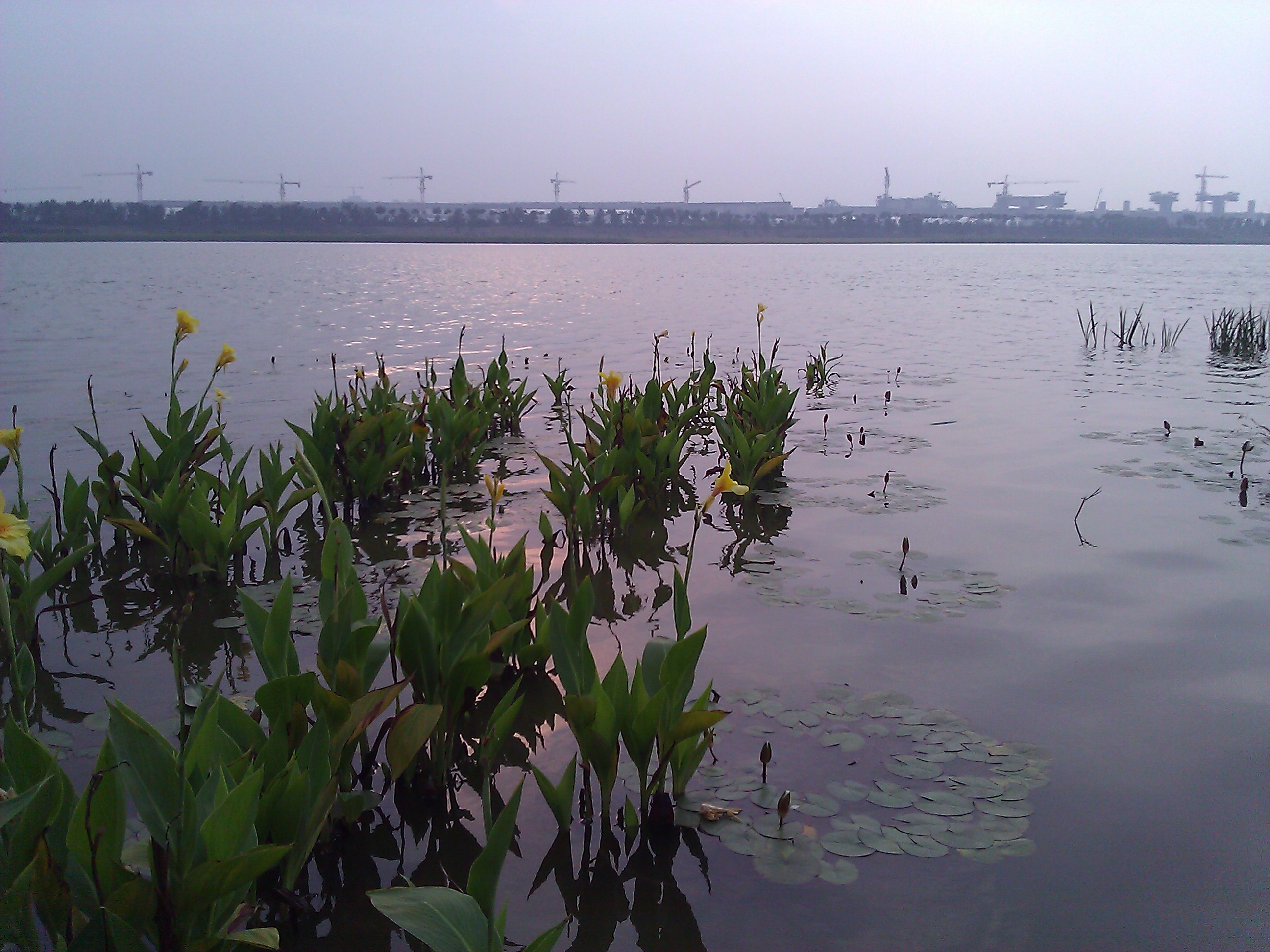
宛平湖北部湖面

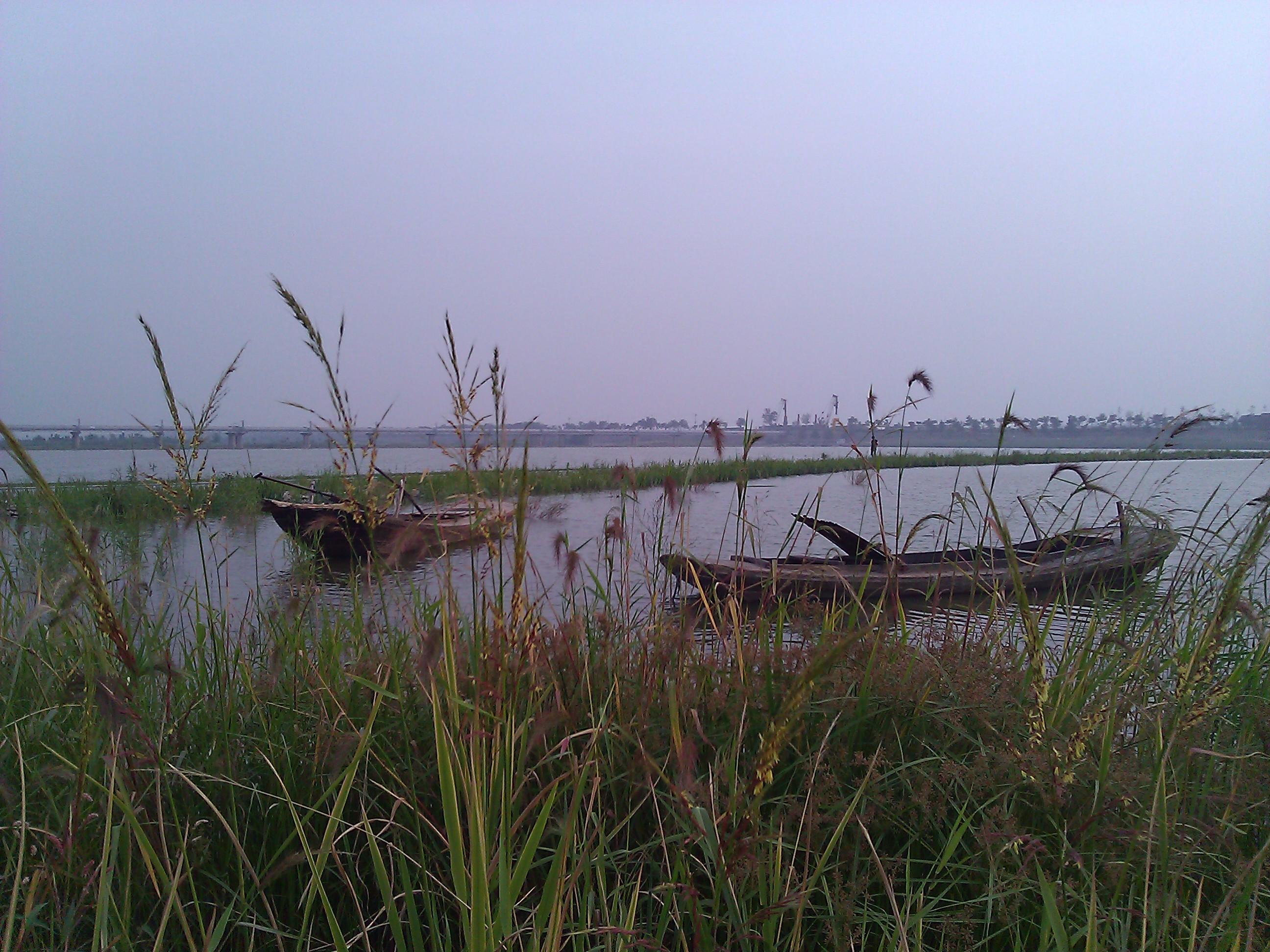
宛平湖南部湖面

宛平湖位于北京市永定河卢沟新桥下游河段（卢沟桥橡胶坝～燕化管架桥河段），其水域大体成矩形，长1310米，宽400米，平均深1.0米，水面0.52平方千米，为北京市区仅次于颐和园昆明湖的第二大湖。